# 905
905 (CMV) je bilo navadno leto, ki se je po julijanskem koledarju začelo na torek.

## Dogodki
- 1. januar

## Rojstva
- Konstantin VII. Porfirogenet, cesar Bizantinskega cesarstva († 959)